# Patos (Sobral)
Patos é um distrito do município brasileiro de Sobral, no interior do estado do Ceará. Segundo o censo demográfico de 2022, realizado pelo Instituto Brasileiro de Geografia e Estatística (IBGE), sua população era de 1 433 habitantes e havia 505 domicílios particulares permanentes ocupados. Foi criado pela lei municipal nº 395 de 20 de fevereiro de 2003.
De acordo com o IBGE, em 2010 a população era de 1 582 habitantes e havia 505 domicílios particulares.